# Felsőpakony
Felsőpakony es un pueblo húngaro perteneciente al distrito de Gyál en el condado de Pest, con una población en 2013 de 3324 habitantes.
Se conoce la existencia de la localidad desde el siglo XIII.
Se ubica en la periferia suroriental de la capital nacional Budapest, en la salida de la capital por la carretera M5 que lleva a Kecskemét.